# Horaga moltrechti
Horaga moltrechti är en fjärilsart som beskrevs av Matsumura 1919. Horaga moltrechti ingår i släktet Horaga och familjen juvelvingar. Inga underarter finns listade i Catalogue of Life.